# Mycomya pseudocurvata
Mycomya pseudocurvata är en tvåvingeart som beskrevs av Vaisanen 1979. Mycomya pseudocurvata ingår i släktet Mycomya och familjen svampmyggor. Enligt den finländska rödlistan är arten otillräckligt studerad i Finland. Arten har ej påträffats i Sverige. Inga underarter finns listade i Catalogue of Life.